# Diploglossus microcephalus
Espèce
Synonymes
- Eurepis microcephalus Hallowell, 1856

Diploglossus microcephalus est une espèce de sauriens de la famille des Diploglossidae.

## Répartition
Cette espèce est endémique du Mexique.

## Publication originale
- Hallowell, 1856 : On several new species of reptiles in the collection of the Academy of Natural Sciences. Proceedings of the Academy of Natural Sciences of Philadelphia, vol. 8, p. 153-156 (texte intégral).